# 短针六柱虫
短针六柱虫（学名：Hexastylus brevispinus）为三轴球虫科六柱虫属的动物。分布于中太平洋，包括东海等海域。